# Empreendimentos, Projetos e Construções Ltda.
EPCL – Empreendimentos, Projetos e Construções é uma empresa brasileira do ramo de energia elétrica e construções sediada na cidade de Brumado, na Bahia, prestadora terceirizada de serviços para a Companhia de Eletricidade do Estado da Bahia (Coelba/Neoenergia) e outros estados do País. No início de suas atividades denominava-se Eletrel Serviços Elétricos, depois teve seu nome mudado para EPC, e em 2009, para EPCL. A mudança do nome, logo na primeira oportunidade, veio junto com a expansão do Programa Luz no Campo, hoje denominado Luz para Todos.

## Atividades
A empresa é responsável por cobrir 50% do território baiano, atuando nas áreas de construção, manutenção, expansão de redes élétricas de alta e baixa tensão, incluindo construção de subestações, parques eólicos, linhas de transmissão em torres e postes e medição de consumo de energia elétrica, além de entrega das correspondências referentes aos consumo dos clientes. O Programa Luz no Campo, criado em 2009 e o Luz para Todos foi um dos mais executados pela empresa na Bahia. Além disso, a empresa também, eventualmente, pode exercer atividades tais como construção de rodovias e ferrovias, obras de terraplenagem, transporte coletivo (circular), serviços de engenharia, serviços de cartografia, topografia, geodésia, aluguel de máquinas e equipamentos para construção, de acordo com seu código CNAE. A EPCL é uma das principais empresas do ramo de energia elétrica da Bahia, mantendo parecerias com os grupos Neoenergia, Equatorial Energia e Enel Brasil, consequentemente realizando construção de novas redes e expansão das já existentes nestes estados. Devido ao seu desempenho, a Organização Internacional de Normalização concedeu-lhe os selos ISO 9001, 14001 e 45001.

## História
Não há informação exata da fundação da empresa e nem quando seu nome foi mudado para EPC, mas já atuava desde o início da década de 1990. A partir de 2010, já adotava esse nome, até se tornar EPCL – Empreendimentos Projetos e Construções, em 1999, adotando também o logotipo atual. A empresa foi fundada por José Caires do Bonfim, natural da cidade de Dom Basílio — morto em 27 de outubro de 2014 —, e Lúcio Leite de Souza, natural de Brumado. A empresa prestava serviços elétricos mais simples como instalação e manutenção de redes elétricas de baixa tensão e afins. Após fechar contratos com o estado e o governo federal para construção de redes de energia nas zonas rurais dos municípios baianos, se especializou também em construção e manutenção de redes de alta tensão, como também elaborar projetos, consistindo na execução desde a locação, topografia e medição até a ligação da rede ao cliente final, prestando também assistência e manutenção tanto na zona urbana como na zona rural. Em 2018, foi o ano do início da expansão para outros estados e logo no seguinte ano iniciou suas atividades em Goiás, onde atua em 70% do território deste estado. Em 2021, iniciou as atividades no Maranhão, e no seguinte ano deu início a sua atuação no Distrito Federal. Na Bahia, possui, além da sede, bases em Bom Jesus da Lapa, Feira de Santana, Santo Antônio de Jesus, Itaberaba, Guanambi, Valença, Ribeira do Pombal e Barreiras. No total, são 18 unidades

## Filiais
Atualmente com filiais em Goiás, Maranhão, Distrito Federal e Piauí. Em Goiás, as bases ficam localizadas em Morrinhos, Anápolis, Formosa, Rio Verde, Jataí, Senador Canedo, Mineiros e Uruaçu. No Maranhão, as unidades se localizam em Alto Parnaíba, Balsas, Carolina e Riachão. No Distrito Federal, a base fica em Brasília